# Hitachi Blues
Les rames HTR 312 et HTR 412 appartiennent à une famille de rames automotrices tr-modales (électrique par caténaire ou batterie et thermique) italiennes, surnommées Hitachi Blues par Trenitalia, produites à partir de 2020 par Hitachi Rail STS.

## Histoire

### Genèse du projet
La gamme Hitachi Blues est développée par Hitachi Rail STS à la suite d'un appel d'offres ouvert par Trenitalia en 2017 pour la réalisation des trains de voyageurs électriques pouvant être alimentés à la fois à partir d'une caténaire mais pouvant également disposer d'une propulsion autonome. Le contrat, initialement attribué à Stadler Rail en 2018, est finalement attribué à Hitachi Rail STS à la suite de négociations.Par la suite, les deux principaux concurrents pour le contrat, à savoir Stadler Rail et Alstom, ont déposé deux recours distincts devant le tribunal administratif régional du Latium, accusant la compagnie ferroviaire d'avoir accordé de manière injustifiée un traitement favorable à Hitachi Rail STS. En janvier 2019, le tribunal administratif régional s'est prononcé en faveur d'Hitachi Rail STS, rejetant également l'appel ultérieur en juin 2020.

### Production

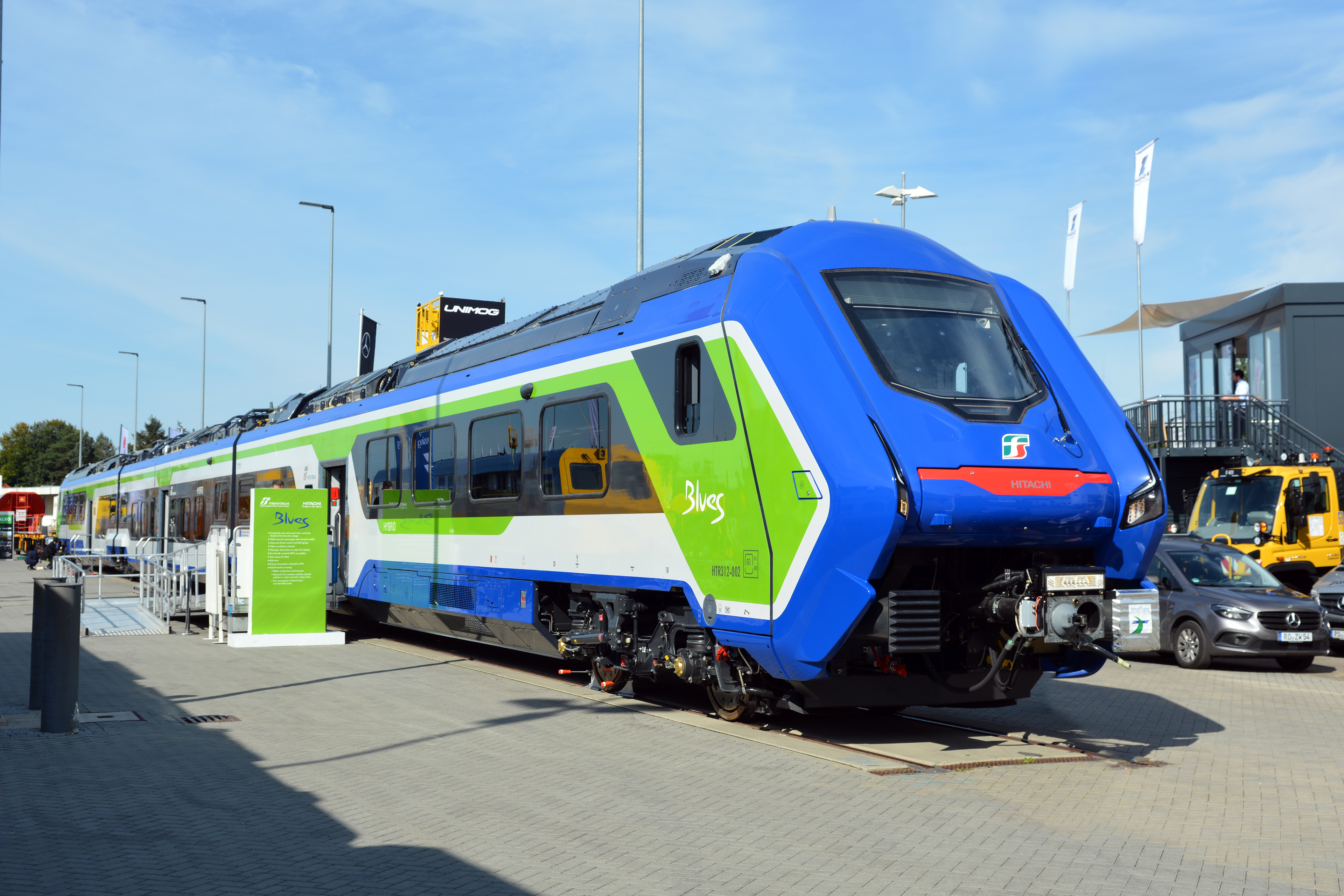
Autorail HTR 312 exposé à InnoTrans 2022.

Le contrat, d'un montant d'1,6 milliard d'euros, prévoit une production initiale de 43 trains allant ensuite de 70 à un maximum de 135 unités au total.
La production a lieu dans les usines Hitachi Rail STS de Pistoia, Naples et Reggio de Calabre.
Une première présentation du nouveau modèle de train a été faite les 24 et 25 septembre 2020 dans l'usine Hitachi Rail STS de Pistoia, via une maquette, à des associations actives dans la protection des consommateurs et des personnes handicapées. La présentation officielle via mock-up était prévue pour fin octobre 2020 à Milan.
Le 26 novembre 2020 au matin, la première rame (HTR 412.001) a été remorquée de l'usine Hitachi Rail STS de Pistoia jusqu'aux laboratoires ferroviaires d'Osmannoro, gérés par Italcertifer et Italferr, pour divers essais. Le 16 décembre 2020, le train est ramené à Hitachi Rail STS, en vue de commencer les tests pour l'autorisation de mise en service dans le courant de l'année 2021 avec une entrée en service commercial prévue pour le dernier trimestre de cette même année,,. Le conseiller des transports de la Toscane confirme en février 2021 le début des livraisons des trains pour la fin de la même année.

### Commercialisation
Au total, 56 trains ont été mis en service par Trenitalia sur un total de 135 prévus dans l'accord-cadre. Ceux-ci sont répartis dans plusieurs régions italiennes, à savoir le Latium (3 trains), la Sardaigne (12 trains), la Sicile (22 trains), la Calabre (13 trains), la Toscane (11 trains), la Vallée d'Aoste (4 trains) et le Frioul-Vénétie Julienne (14 trains).

## Description
Le modèle Hitachi Blues est basé sur la plate-forme « Masaccio » développée par Hitachi Rail STS. C'est une rame articulée composée de 3 ou 4 voitures à un niveau reliées par des bogies jacobs. Les moteurs électriques de l'automotrice sont alimentés soit par des générateurs Diesel, soit par le captage de courant continu 3 kV via une caténaire, soit par des batteries,.
La classification officielle des trains est HTR 312 pour la version à 3 voitures et HTR 412 pour la version à 4 voitures, où le « H » dans HTR signifie « hybride ». C'est le premier train italien à utiliser cette abréviation pour sa classification.
Esthétiquement, il rappelle la série Hitachi Rock à la fois dans l'apparence et dans l'usage de larges portes à un seul battant.